# 白色恐怖 (希腊)
白色恐怖（希臘語：Λευκή Τρομοκρατία）是指1945年—1946年希腊右翼势力对希腊共产党成员和其他第二次世界大战中的左翼抵抗组织（包括民族解放阵线）前成员进行迫害的时期。这一时期处于第二次世界大战结束后、希腊内战爆发前。